# Зелёная (Волочисский район)
Зелёная (укр. Зелена) — село в Волочисском районе Хмельницкой области Украины.
Население по переписи 2001 года составляло 628 человек. Почтовый индекс — 31250. Телефонный код — 3845. Занимает площадь 1,166 км². Код КОАТУУ — 6820983001.

## Местный совет
31251, Хмельницкая обл., Волочисский р-н, с. Зелёная